# Episodi di Big Mouth (quarta stagione)
La quarta stagione della serie animata Big Mouth, composta da 10 episodi, è stata interamente pubblicata dal servizio di video on demand Netflix il 4 dicembre 2020, nei paesi in cui il servizio è disponibile.
| nº | Titolo originale              | Titolo italiano                               | Pubblicazione   |
| -- | ----------------------------- | --------------------------------------------- | --------------- |
| 1  | The New Me                    | La mia nuova identità                         | 4 dicembre 2020 |
| 2  | The Hugest Period Ever        | Un ciclo pazzesco                             | 4 dicembre 2020 |
| 3  | Poop Madness                  | Follia scatologica                            | 4 dicembre 2020 |
| 4  | Cafeteria Girls               | Cafeteria Girls                               | 4 dicembre 2020 |
| 5  | A Very Special 9/11 Episode   | Un episodio molto speciale per l'11 settembre | 4 dicembre 2020 |
| 6  | Nick Starr                    | Nick Starr                                    | 4 dicembre 2020 |
| 7  | Four Stories About Hand Stuff | Quattro storie sull'uso delle mani            | 4 dicembre 2020 |
| 8  | The Funeral                   | Il funerale                                   | 4 dicembre 2020 |
| 9  | Horrority House               | La confraternita degli orrori                 | 4 dicembre 2020 |
| 10 | What Are You Gonna Do?        | Che cosa farai?                               | 4 dicembre 2020 |

## La mia nuova identità
- Titolo originale: The New Me
- Diretto da: Andres Salaff
- Scritto da: Andrew Goldberg e Patti Harrison

### Trama
Nick arriva al campo estivo e incontra il suo amico Seth Goldberg. Qui trova Natalie, un ex membro della loro comitiva che ha effettuato la transizione. I ragazzi la mettono tutti a disagio, costringendola ad andare nel bungalow delle ragazze. Lì anche le ragazze la trattano in modo strano e solo Jessi, dopo un'iniziale ritrosia, fa amicizia con lei. Andrew arriva al campo e Nick tenta di farlo ingelosire con Seth, fino a quando, però, anche Seth e Andrew diventano amici. Nick, sentendosi escluso, ha un attacco di panico e viene morso da una zanzara di nome Tito.

## Un ciclo pazzesco
- Titolo originale: The Hugest Period Ever
- Diretto da: Bryan Francis
- Scritto da: Kelly Galuska

### Trama
Nick decide di non lavarsi più, dopo una disastrosa mattinata nelle docce, mentre Jessi deve imparare a usare i tamponi, dopo che le è arrivato il ciclo. Intanto Missy, insieme ai suoi genitori, va a far visita ai suoi cugini di Atlanta che le insegnano ad abbracciare la sua identità nera.

## Follia scatologica
- Titolo originale: Poop Madness
- Diretto da: Dave Stone
- Scritto da: Gil Ozeri

### Trama
L'ultima notte del campo estivo, intanto che Nick si prepara per il talent show, Andrew ha un problema di costipazione, mentre Seth e Natalie hanno un flirt. Tornati a Westchester, Jay e Lola invitano i loro amici a una festa in piscina.
- Guest star: Paul Giamatti (feci di Andrew)

## Cafeteria Girls
- Titolo originale: Cafeteria Girls
- Diretto da: Andres Salaff
- Scritto da: Emily Altman

### Trama
Il primo giorno di terza media, Nick e Andrew cercano di sedurre due ragazze di seconda, mentre Jessi ha difficoltà nell'adattarsi alla sua nuova scuola.
- Guest star: Maya Erskine (Misha), Anna Konkle (Izzy)

## Un episodio molto speciale per l'11 settembre
- Titolo originale: A Very Special 9/11 Episode
- Diretto da: Bryan Francis
- Scritto da: Jak Knight

### Trama
I ragazzi vanno in gita al National September 11 Memorial & Museum. Nick e Andrew abbandonano i compagni, per incontrarsi con Jessi e il suo nuovo ragazzo, Michael Angelo. Coach Steve, il cui compleanno è l'11 settembre, resta scioccato nel sapere degli attacchi. Anche Missy e DeVon lasciano il gruppo per incontrare Lena, la cugina di Missy.

## Nick Starr
- Titolo originale: Nick Starr
- Diretto da: Dave Stone
- Scritto da: Victor Quinaz

### Trama
Nel 2052 Nick è un ricco e famoso presentatore di uno show che vive in solitudine, accompagnato solo da un assistente robotico con le fattezze di Andrew. Scosso dalla morte di Missy, dovrà cercare una compagna da portare con sé sull'arca per abbandonare la Terra, ora in rovina.

## Quattro storie sull'uso delle mani
- Titolo originale: Four Stories About Hand Stuff
- Diretto da: Andres Salaff
- Scritto da: Mitra Jouhari e Brandon Kyle Goodman

### Trama
Dopo essere stati esclusi dall'episodio precedente, Maury e Connie guardano quattro cortometraggi sui "lavoretti di mano", esplorando diversi temi come il piacere femminile, il consenso e la costrizione.

## Il funerale
- Titolo originale: The Funeral
- Diretto da: Bryan Francis
- Scritto da: Joe Wengert

### Trama
Andrew e i suoi amici partecipano al funerale di suo nonno, che Andrew crede sia morto perché non si è masturbato bene. Nel frattempo la madre di Matthew vede accidentalmente il suo telefono, scoprendo che il figlio è gay, e decide di escluderlo dalla gara di cucina della chiesa.

## La confraternita degli orrori
- Titolo originale: Horrority House
- Diretto da: Dave Stone
- Scritto da: Emily Altman e Victor Quinaz

### Trama
La notte di Halloween i ragazzi devono affrontare le loro paure, dopo essere entrati in una casa psichedelica degli orrori, organizzata da una confraternita.

## Che cosa farai?
- Titolo originale: What Are You Gonna Do?
- Diretto da: Andres Salaff
- Scritto da: Gil Ozeri

### Trama
In seguito agli eventi dell'episodio precedente, il corpo di Nick è posseduto dal se stesso del futuro Nick Starr, mentre l'attuale Nick è intrappolato, come un'anima perduta, in un limbo spettrale con Duke. Nel frattempo Matthew fa coming out con suo padre, il quale ammette di averlo sempre saputo e accettato, e conforta il figlio, dicendo che anche sua madre col tempo capirà.